# (36130) 1999 RG157
1999 RG157 (asteroide 36130) é um asteroide da cintura principal. Possui uma excentricidade de 0.04413580 e uma inclinação de 2.88335º.
Este asteroide foi descoberto no dia 9 de setembro de 1999 por LINEAR em Socorro.